# Hydrovatus schawalleri
Hydrovatus schawalleri är en skalbaggsart som beskrevs av Olof Biström 1997. Hydrovatus schawalleri ingår i släktet Hydrovatus och familjen dykare. Inga underarter finns listade i Catalogue of Life.